# Antón Losada Diéguez

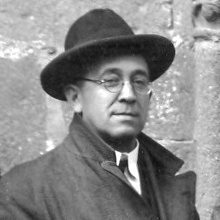
Antón Losada Diéguez.

Antón Losada Diéguez (Boborás, Ourense, 22 de dezembro de 1884 — Pontevedra, 15 de outubro de 1929) foi um escritor galego.
Pertencia a uma família da nobreza rural, de ideologia tradicionalista e ultracatólica. Estudou Letras na Universidade de Deusto e Direito na Universidade de Santiago de Compostela. Doutor em Filosofia, em 1913 conseguiu uma cátedra para ensinar em Toledo,  tempos depois se muda para Ourense, onde faz amizade com personalidades do grupo de Vicente Risco.
Com Risco e Arturo Noguerol funda, em 1920, a Revista Nós. Presidiu a Primeira Assembleia Nacionalista de Lugo.
Em 1924 ingressa  no Seminário de Estudos Galegos. Integrante das Irmandades da Fala, tem um papel notório na conversão do via a ser o  núcleo da Geração Nós.
Em sua memória foi instituído o Prêmio Losada Diéguez, concedido anualmente desde 1986 em duas modalidades: investigação e criação literária.